# (52631) 1997 WC21
1997 دابليو سي 21 (ويعرف أيضًا باسم (52631) 1997 دابليو سي 21 وفق تسمية الكوكب الصغير) (بالإنجليزية: 1997 WC21)‏ هو كويكب ضمن حزام الكويكبات؛ وترتيبه 52631 من حيث الاكتشاف.
اكتُشف هذا الجُرم الفلكي بواسطة Atsushi Sugie ‏ في 20 نوفمبر 1997.

## وصلات خارجية
- (52631) 1997 WC21 في قاعدة بيانات مختبر الدفع النفاث لأجرام النظام الشمسي الصغيرة

- الاكتشاف · مخطط المدار ·  العناصر المدارية · المعلمات المادية

- (52631) 1997 WC21 على موقع ويكي سكاي: DSS2, SDSS, GALEX, IRAS, Hydrogen α, X-Ray, Astrophoto, Sky Map, Articles and images